# Paysandú
Pour les articles homonymes, voir Paysandú (homonymie).
Le département de Paysandú est un département de l'Uruguay situé dans l'ouest du pays.

## Géographie
Le département de Paysandú est situé dans l'Ouest de l'Uruguay. Il est riverain, dans sa bordure occidentale, du grand fleuve Uruguay qui le sépare de l'Argentine. Au nord, il est limité par le département de Salto, à l'est par le Tacuarembó et au sud par le río Negro. 
Le département représente, à lui seul, 8 % de la superficie du pays, et se classe au troisième rang pour sa superficie, après les départements de Tacuarembó et de Salto.
Dans le centre et l'est du Paysandú, deux chaînes de collines de nature basaltique structurent son territoire avec la cuchilla de Queguay et la cuchilla de Haedo. Dans le sud-ouest au contraire, le sol est couvert de sédiments fertiles d'origine alluviale, favorisant l'agriculture et l'élevage.
Le fleuve Uruguay, qui borde le département à l'ouest, reçoit un de ses affluents de rive droite les plus importants que représente le río Queguay Grande. Cette grande rivière et le río Queguay Chico, son affluent principal, divisent le département en deux. Le  río Queguay le traverse selon un axe est/ouest. La plus grande partie du territoire départemental appartient au bassin du río Queguay Grande, plus souvent appelé río Queguay.
Tout au nord du département, le río Daymán, un affluent de rive droite du fleuve Uruguay, sert de limite interdépartementale avec le Département de Salto.
Avec ses températures oscillant entre 23,6°C et 12,2 °C, et ses précipitations annuelles de 1 200 mm, le département est dans les moyennes du pays.

## Histoire
Les premiers colons sont arrivés dans le département entre 1752 et 1756, ces colons étaient des Indiens locaux, des missionnaires, des soldats... et se sont installés le long de l'Uruguay

En 1820, Paysandú devint un département uruguayen mais par la suite, pendant les années de guerre avec les deux grands voisins, le département a été à maintes reprises envahi à cause de sa position stratégique. Il est en effet sur la route des deux capitales Montevideo et Buenos Aires.
Au milieu du XIXe siècle, le département passa d'un panorama campagnard retiré du centre vital de la côte à celui industrialisé, avec les industries de la viande, du cuir, et en 1840, le premier saloir, suivi par un boom industriel avec les tanneries, brasseries, industries du textile...

## Population

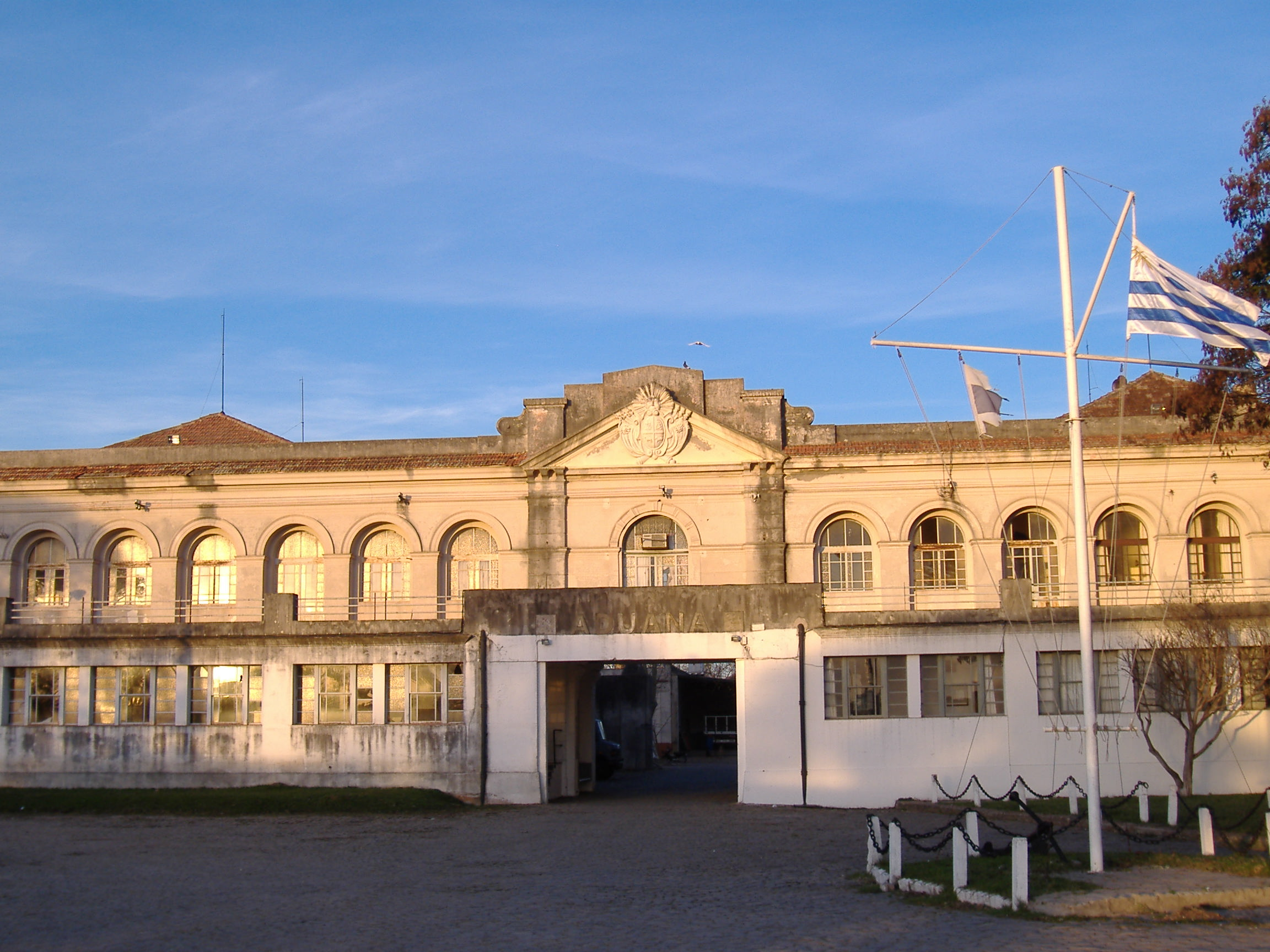
Le port de Paysandú.

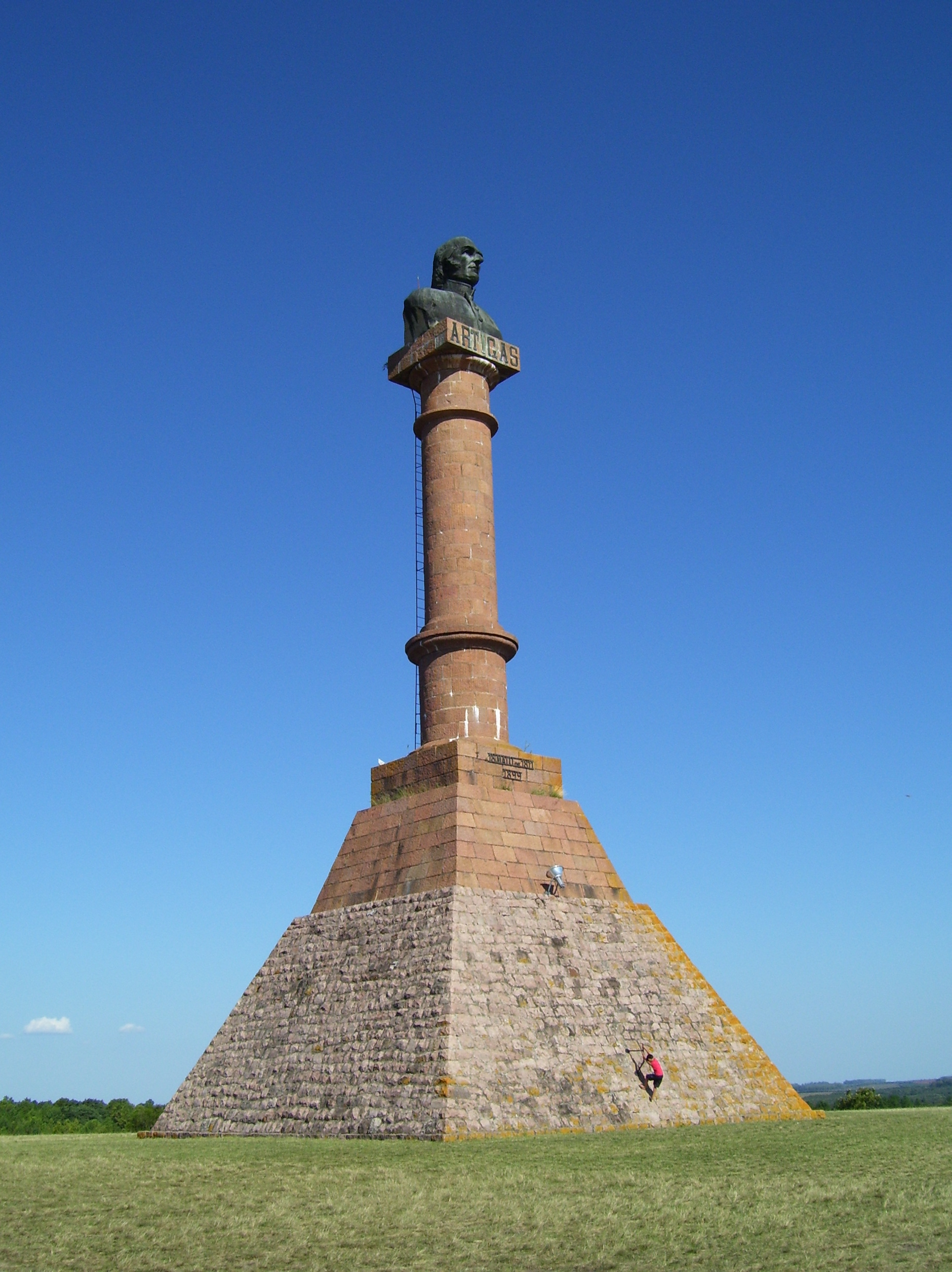
Plateau d'Artigas.

### Villes les plus peuplées
Selon le recensement de 2004.
| Ville               | Population |
| ------------------- | ---------- |
| Paysandú (capitale) | 77 272     |
| Nuevo Paysandú      | 7 468      |
| Chacras de Paysandú | 5 082      |
| Guichón             | 5 025      |
| Quebracho           | 2 813      |
| Tambores            | 1 180      |
| San Félix           | 1 149      |
| Piedras Coloradas   | 1 113      |
| Porvenir            | 1 035      |

### Autres villes
| Ville                  | Population |
| ---------------------- | ---------- |
| Lorenzo Geyres         | 674        |
| Gallinal               | 655        |
| Chapicuy               | 637        |
| Merinos                | 540        |
| Orgoroso               | 516        |
| El Eucaliptus          | 401        |
| Casablanca             | 390        |
| Beisso                 | 375        |
| Cerro Chato            | 360        |
| Morató                 | 252        |
| La Constancia          | 227        |
| Piedra Sola            | 211        |
| Cañada del Pueblo      | 208        |
| La Tentación           | 148        |
| Esperanza              | 145        |
| Arbolito               | 144        |
| Piñera                 | 118        |
| Queguayar              | 108        |
| Bella Vista            | 55         |
| Puntas de Arroyo Negro | 52         |
| Pueblo Federación      | 47         |
| Cuchilla del Fuego     | 27         |
| Cuchilla de Buricayupí | 14         |
| Termas del Guaviyú     | –          |

## Économie
La composition du PIB montre que Paysandú, tout comme les autres département du pays, a une orientation claire de l'économie vers la production des services (40,7 %), suivie en importance par l'industrie manufacturière (25,4 %), et la production du secteur primaire (19,9 %), le reste étant les constructions et les travaux effectués par le gouvernement local. Si on compare l'industrie avec celle du reste du pays qui représente 22,2 % du PIB (Attention, le 22,2 % représente la part de l'industrie manufacturière dans le PIB et pas la part de tout le secteur secondaire comme dans l'article Économie de l'Uruguay) on s'aperçoit que le département est bien plus industrialisé que le reste du pays.
Cette économie peut être divisée en trois zones:
- Dans la zone est du département la production de base est l'élevage de bétail (ovin et bovin) avec la production de viande (2 000 entreprises ayant 675 000 têtes produisant plus de 52 000 tonnes), de laine (1 400 entreprises ayant 1 200 000 têtes produisant 3 562 275 kg de laine) et de lait (288 entreprises ayant 30 000 têtes produisant 55 130 000 litres de lait).
- Dans la zone centrale, aux exploitations d'élevage, s'ajoutent les activités liées au bois (meubles de haute qualité) et quelques petits secteurs destinés à des cultures (cultures céréalières (blé, sorgo, maïs) et oléagineuses (tournesol, soja, arachide, lin, colza)).
- Dans la zone ouest enfin, littoral du fleuve Uruguay, l'activité y est très diversifiée avec les industries et l'agriculture.

La consommation d'énergie du département dépasse les 2 millions de tonnes équivalent pétrole. Durant les dernières années il y a une croissance générale soutenue, spécialement par la demande d'énergie électrique, des combustibles légers et du gaz de pétrole liquéfié ou gaz naturel. La distribution en pourcentage du total est : 57 % de dérivés du pétrole, 23 % de charbon et 20 % d'électricité. La capacité de génération d'électricité est de 2 137 MW, dont 71 % sont hydro-électriques et le reste vient de la biomasse. Le plus grand barrage hydro-électrique du pays est celui de Salto Grande sur le fleuve Uruguay, situé à 120 km au nord de Paysandú, il produit l'électricité avec quatorze turbines de fabrication russe.
Le tourisme quant à lui est en plein essor, il a pris du retard dans le département parce que cela n'était pas une priorité ces dernières années. Il y a environ 200 000 touristes qui viennent chaque année pour une durée moyenne de 3 jours environ.